# Institut de métrologie Mendeleïev
L’Institut de métrologie Mendeléev  (Всероссийский научно-исследовательский институт имени Д. И. Менделеева; VNIIM), autrefois appelé Premier Bureau des Poids et Mesures de l'Empire Russe, ou Conservatoire des étalons des Poids et Mesures, demeure à ce jour le premier centre de raccordement métrologique de Russie.

## Histoire

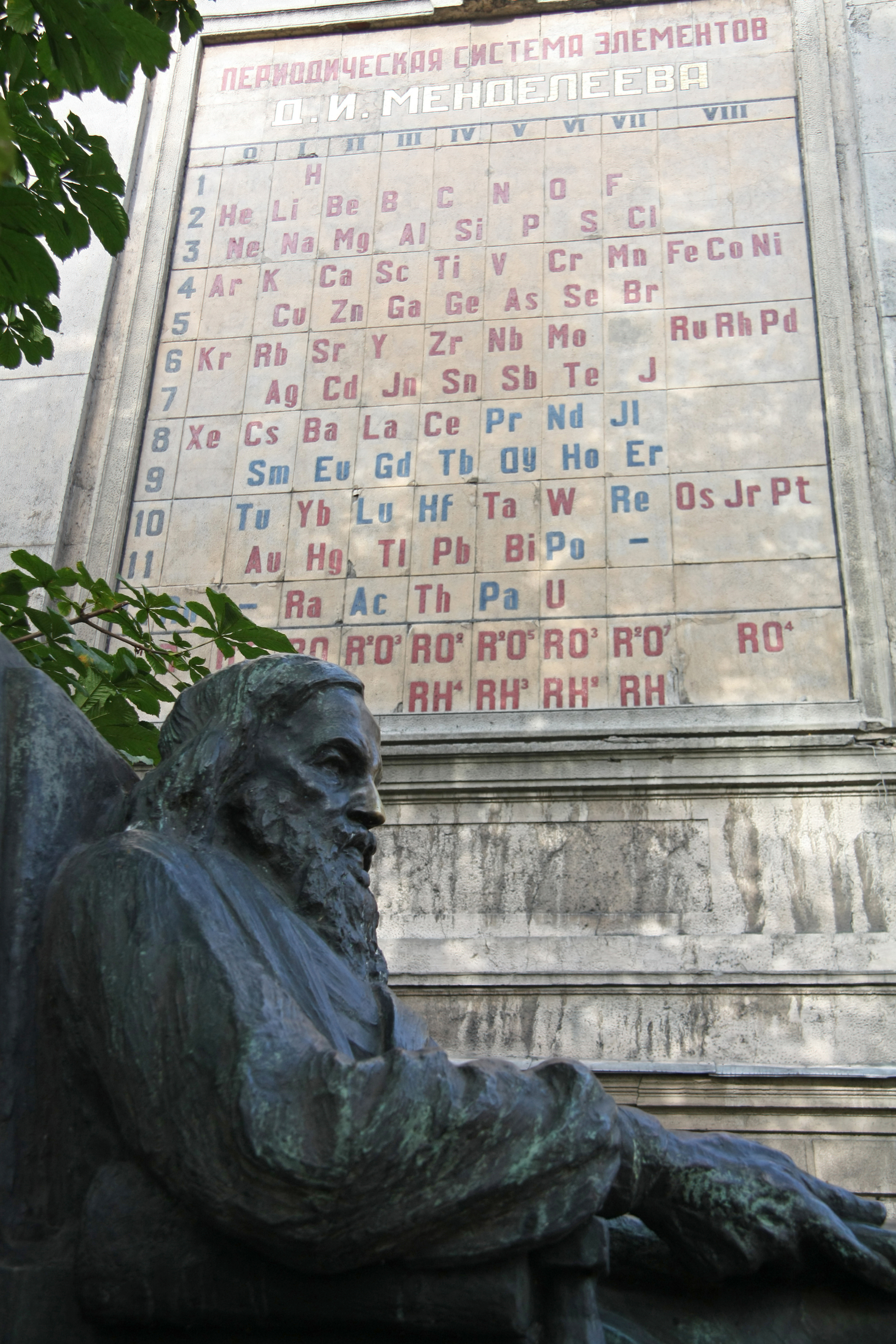
Statue de Mendeléev et bas-relief représentant son chef d’œuvre, la table périodique des éléments chimiques.

La réglementation des poids et mesures demeura parcellaire et sporadique en Russie jusqu'à ce que le 29 avril 1797, le Tsar Paul Ier promulgue un décret de standardisation, d'ailleurs principalement destiné à combattre les fraudes. Il créa de plus des institutions sans lesquelles ce décret ne serait resté qu'une simple annonce : par exemple, il imposa le 19 septembre 1798 au Département d'Urbanisme de Saint-Pétersbourg la création d'une division des étalons de mesure. Le 11 janvier 1798, un nouveau décret nommait le conseiller impérial Gaskonii inspecteur de l'usine Aleksandrovskii, dont les étalons allaient s'imposer à tout le Nord-Ouest de l'Empire ; pourtant, en pratique, l'application de ces décisions fut grevée d'incohérences.
En 1835 (soit peu de temps après le Weights and Measures Act de 1824 et l'adoption de la loi française de 1837, qui marquaient le retour au système métrique), le Tsar Nicolas Ier décida de relancer la standardisation des unités de mesure. La Commission des Étalons des Poids et Mesures, formée en 1827, fut remplacée en 1832–33 par une « Commission pour l'Unification des Poids et Mesures en Russie. » Le 4 juin 1842, un décret annexe à la loi de 1835 imposait le dépôt de copies des étalons dans toutes les grandes villes de l'empire : à cette fin, il créa à Saint-Pétersbourg le Conservatoire des Étalons des Poids et Mesures et le plaça sous le contrôle d'un physicien : Adolph Kupfer. Le Conservatoire occupait à l'origine les locaux de la forteresse Pierre-et-Paul à Saint-Pétersbourg,. Cette standardisation coïncidait avec la construction de la première ligne de chemin de fer russe et tout un train de réformes, annonçant un programme impérial de modernisation du pays. Le successeur de Kupfer fut V. S. Gloukhov.
En 1892, Dmitri Mendeleev prit les fonctions de Conservateur, poste qu'il occupa jusqu'à sa mort en 1907. À son initiative, l’organisation prit en 1893 le titre de Bureau central des Poids et Mesures, chargé d'unifier les unités de mesure à travers l'Empire Russe, d'imposer leur usage au commerce et à l'industrie, enfin d'orchestrer la conversion du pays au système métrique. On peut dire que l'adoption du système international en Russie, d'abord optionnelle en 1899, puis obligatoire après la Révolution de 1917, est intimement liée à l'action de Mendeleev en tant que coordinateur et administrateur. À partir de 1894, son institut publiait son propre journal scientifique, le Vremennik Glavnoi Palaty mer i vesov,.
Des années plus tard, l'Institut de Métrologie et de Standardisation reprit les structures de l'Institut de Mendeléev. En hommage à l’œuvre de ce haut fonctionnaire, les autorités soviétiques lui ont fait ériger dans la cour de l'institut une statue et un bas-relief représentant le tableau périodique des éléments.

## Fonction actuelle
Aujourd’hui, l'Institut demeure l'un des centres de référence mondiaux en matière de métrologie fondamentale et industrielle, et le conservatoire des étalons de Russie, avec 54 étalons primaires de Russie (sur 165), couvrant les huit unités de base du Système international. Des sept étalons-unité du Système International, l'institut en détient quatre : ceux du mètre, du kilogramme, de l'ampère et du kelvin.
L'Institut Mendeléev représente la Fédération Russe auprès des organismes internationaux de métrologie et des commissions consultatives du Bureau international des poids et mesures. Les chercheurs de cet établissement dirigent quatre des 12 commissions techniques de métrologie régionale.
L'Institut est également un centre de formation et de mise à niveau des métrologues. Il comporte un conseil d'études de Troisième Cycle, habilité à délivrer les titres de « candidat » (une spécificité de l'enseignement supérieur en Russie depuis 1934) et de docteur ès sciences.

## Le musée du «Gosstandart»
Situé dans les locaux de l'ancien institut, le musée possède des témoins uniques du développement de la métrologie : étalons historiques russes et étrangers, balances, instruments de mesure, autographes et photos d'archive, livres du XVIIIe au XXe siècle. Les premières collections du musée remontent à 1830, c'est-à-dire aux origines de l'approche scientifique de la mesure en Russie. Actuellement, la plus grande partie du fonds documentaire du musée concerne l'activité scientifique de Mendeléev.